# Häradshammars socken
Häradshammars socken i Östergötland ingick i Östkinds härad, ingår sedan 1974 i Norrköpings kommun och motsvarar från 2016 Häradshammars distrikt.
Socknens areal är 91,46 kvadratkilometer, varav 90,61 land. År 2000 fanns här 678 invånare. Kyrkbyn Häradshammar med sockenkyrkan Häradshammars kyrka ligger i denna socken. 

## Administrativ historik
Häradshammars socken har medeltida ursprung. På 1500-talet utbröts Jonsbergs socken.
Vid kommunreformen 1862 övergick socknens ansvar för de kyrkliga frågorna till Häradshammars församling och för de borgerliga frågorna till Häradshammars landskommun. Landskommunen inkorporerades 1952 i Östra Vikbolandets landskommun som uppgick 1967 i Vikbolandets landskommun och ingår sedan 1974 i Norrköpings kommun. Församlingen uppgick 2010 i Östra Husby församling. Fastigheten Sandskogen 1:4 överfördes 1981 från Jonsbergs socken (församling) hit.
1 januari 2016 inrättades distriktet Häradshammar, med samma omfattning som församlingen hade 1999/2000.  
Socknen har tillhört samma fögderier och domsagor som Östkinds härad. De indelta soldaterna tillhörde   Andra livgrenadjärregementet, Liv-kompaniet. De indelta båtsmännen tillhörde Östergötlands båtsmanskompani.

## Geografi
Häradshammars socken ligger i mellersta delen av Vikbolandet med en mindre flik i norr som når fram till Bråviken i Lönöhalvön. Socknen består av bördig slättmark som omges av kuperad skogsbygd.

## Fornlämningar
Kända från socknen är flera gravrösen och stensättningar från bronsåldern samt omkring 60 gravfält, nio kilometer av stensträngar och sex fornborgar från järnåldern. En runristning är känd.

## Namnet
Namnet (1343 Hersemä) kommer från kyrkbyn. Förleden anses hänga ihop med hjarsi, 'hjässa' med oklar tolkning. Även hövdingatiteln hersir har nämnts som möjlig tolkning. Efterleden är  hem, 'boplats; gård'.

### Fotnoter
1. 1 2  Svensk Uppslagsbok andra upplagan 1947–1955: Häradshammar socken
2. 1 2  Harlén, Hans; Harlén Eivy (2003). Sverige från A till Ö: geografisk-historisk uppslagsbok. Stockholm: Kommentus. Libris 9337075. ISBN 91-7345-139-8
3. ↑  ”Församlingar”. Statistiska centralbyrån. https://www.scb.se/hitta-statistik/regional-statistik-och-kartor/regionala-indelningar/forsamlingar/. Läst 30 december 2022.
4. ↑  Administrativ historik för Häradshammar socken (Klicka på församlingsposten). Källa: Nationella arkivdatabasen, Riksarkivet.
5. ↑  Om Östergötlands båtsmanskompani
6. ↑  Karta över västra Östkinds härad från 1868 Arkiverad 10 november 2009 hämtat från the Wayback Machine.
7. ↑  ”Karta över östra Östkinds härad från 1868”. Arkiverad från originalet den 13 april 2018. https://web.archive.org/web/20180413110044/https://kartavdelningen.sub.su.se/images/Ek/E/E-OstkindBjorkekind-o/openlayers.html. Läst 13 april 2018.
8. 1 2  Sjögren, Otto (1931). Sverige geografisk beskrivning del 2 Östergötlands, Jönköpings, Kronobergs, Kalmar och Gotlands län. Stockholm: Wahlström & Widstrand. Libris 9939
9. 1 2  Nationalencyklopedin
10. ↑  Fornlämningar, Statens historiska museum: Häradshammars socken
11. ↑  Fornminnesregistret, Riksantikvarieämbetet: Häradshammars socken Fornminnen i socknen erhålls på kartan genom att skriva in sockennamn (utan "socken") i "Ange geografiskt område"
12. ↑  Mats Wahlberg, red (2003). Svenskt ortnamnslexikon. Uppsala: Institutet för språk och folkminnen. Libris 8998039. ISBN 91-7229-020-X. https://isof.diva-portal.org/smash/get/diva2:1175717/FULLTEXT02.pdf